# O Guds Lamm (Höghandskriften)
O Guds Lamm från Höghandskriften är ett moment i den kristna mässan som heter Agnus Dei och den är skriven på 1400-talet.

## Publicerad i
- Höghandskriften
- Liber Cantus (Växjö)
- Liber Cantus (Uppsala)
- 1697 års koralbok
- Gudstjänstordning 1976, del II Musik. (bearbetad)
- Den svenska kyrkohandboken 1986 under O Guds Lamm.